# Harley-Davidson Model 1
La Harley-Davidson Model 1 est la première moto produite par le constructeur américain Harley-Davidson. Le prix d'achat était de 200 dollars américains. Au total 38 exemplaires furent construits dont 8 en 1905.

## Conception et développement
William S. Harley et Arthur Davidson développèrent leur premier prototype de moto en 1903. Le moteur, conçu selon le système De Dion-Bouton, avait une cylindrée de 167 cm³ et produisait environ 2 ch (1,5 kw). Comme Harley et Davidson n'étaient pas satisfaits des performances, en 1904, la cylindrée fut portée à 405 cm³ avec un alésage de 76 mm et une course de 89 mm. Deux exemplaires de ce modèle de préproduction furent assemblés.

## Production
En 1905, le modèle 1 est produit en série pour la première fois. Comparée au modèle de pré-production, la cylindrée est augmentée à 440 cm³ (26,8 ci). La course reste la même et le cylindre est alésé à 79,4 mm. Ce moteur avec allumage par batterie de 6 volts à un taux de compression de 4: 1 avec le carburateur de 22 mm produit 1 ch (735 W) de plus que les modèles de pré-production. Comme d'habitude à l'époque, seule la soupape de sortie était contrôlée, la soupape d'admission était une soupape de renifleur. La moto légère de 84 kg roulait sur des pneus de 28 pouces, l'empattement était de 1295 mm. Le cadre non suspendu du prototype et des deux modèles de pré-production étaient le même.
Le modèle n'était disponible qu'en noir avec des lettrages rouges et des lignes de garniture dorées peintes à la main par la tante de Davidson, Janet Davidson.
La moto démarrait en utilisant des pédales de bicyclette, elle s'arrêtait en coupant l'allumage et en actionnant le frein à rétropédalage.